# سيركويتو دي جيتكس 2021
سيركويتو دي جيتكس 2021 (بالإسبانية: Circuito de Guecho 2021)‏ هو سباق دراجات هوائية من فئة سباق يوم واحد، وهو الموسم رقم 76 من سيركويتو دي جيتكسو، وأقيم في 1 أغسطس 2021، وامتدّ لمسافة 193.5 كيلومتر، وهو أحد سباقات طواف أوروبا للدراجات 2021.
فاز بالمركز الأول جياكومو نيزولو، وبالمركز الثاني جيوفاني أليوتي، وبالمركز الثالث Santiago Buitrago ‏.

## الفرق
| فرق عالمية (8)- Bahrain Victorious - Trek-Segafredo - Movistar Team - Qhubeka NextHash - Cofidis - UAE Team Emirates - Bora-Hansgrohe - Astana-Premier Tech فرق برو (8)- برجس بي إتش 2021 ‏ - أوسكالتيل أوسكادي 2021 ‏ - كيرن فارما 2021 ‏ - فريق إيولو كوميت لركوب الدراجات 2021 ‏ - Arkéa-Samsic - TotalEnergies - نوفو نورديسك 2021 ‏ - كاجا رورال-سيغوروس 2021 ‏ فرق قارية (4)- Global 6 United ‏ - إلكترو هايبر يوروبا 2021 ‏ - Massi Vivo-Conecta - جيوس كيوي أتلانتيكو 2021 ‏ |  |
| |  |

## التصنيف العام النهائي
| التصنيف العام         | التصنيف العام       | التصنيف العام | التصنيف العام       | التصنيف العام |
| العداء                | العداء              | البلد         | الفريق              | الوقت         |
| --------------------- | ------------------- | ------------- | ------------------- | ------------- |
| 1                     | جياكومو نيزولو      | إيطاليا       | Qhubeka NextHash    | 4 س 12 د 24 ث |
| 2                     | جيوفاني أليوتي      | إيطاليا       | بورا هانسغروه       | + 0 ث         |
| 3                     | Santiago Buitrago ‏  | كولومبيا      | Bahrain Victorious  | + 0 ث         |
| 4                     | Abner González ‏     | بورتوريكو     | موفيستار            | + 12 ث        |
| 5                     | Ide Schelling ‏      | هولندا        | بورا هانسغروه       | + 12 ث        |
| 6                     | جوليو سيكوني        | إيطاليا       | تريك سيغافريدو      | + 12 ث        |
| 7                     | Alessandro Covi ‏    | إيطاليا       | فريق الإمارات       | + 54 ث        |
| 8                     | لويس ليون سانشيز    | إسبانيا       | Astana-Premier Tech | + 1 د 04 ث    |
| 9                     | ماتيو ترينتين       | إيطاليا       | فريق الإمارات       | + 1 د 04 ث    |
| 10                    | Antonio Jesús Soto ‏ | إسبانيا       | Euskaltel-Euskadi   | + 1 د 26 ث    |
| مصدر: ProCyclingStats |                     |               |                     |               |

## وصلات خارجية
- الموقع الرسمي
- لمحة عن سباق سيركويتو دي جيتكس 2021 على موقع  ProCyclingStats   (برو  سايكلنج  ستاتس) - إحصاءات  محترفي  الدراجات.
- سيركويتو دي جيتكس 2021 على موقع إحصائيات الدراجات الإحترافية (الإنجليزية)